# Magneuptychia mimas
Espèce
Magneuptychia mimas est une espèce d'insectes lépidoptères (papillons) de la famille des Nymphalidae, de la sous-famille des Satyrinae et du genre Magneuptychia.

## Dénomination
Magneuptychia mimas a été décrit par Frederick DuCane Godman en 1905 sous le nom initial d' Euptychia mimas.

### Noms vernaculaires
Magneuptychia mimas se nomme  Mimas Satyr en anglais.

## Description
Magneuptychia mimas est un papillon beige grisé foncé.
Le revers est marqué de deux rayures marron. L'apex de l'aile antérieure présente deux très discrets ocelles et l'aile postérieure une ligne submarginale d'ocelles dont celui de l'apex et ceux proches de l'angle anal sont noir pupillés de blanc.

## Écologie et distribution
Magneuptychia mimas est présent en Bolivie et au Pérou,.

### Protection
Pas de statut de protection particulier.